# Großer Galtenberg
Großer Galtenberg är ett berg i Österrike.   Det ligger i distriktet Kufstein och förbundslandet Tyrolen, i den västra delen av landet, 300 km väster om huvudstaden Wien. Toppen på Großer Galtenberg är 2 424 meter över havet, eller 930 meter över den omgivande terrängen. Bredden vid basen är 11,2 km.
Terrängen runt Großer Galtenberg är bergig västerut, men österut är den kuperad. Närmaste större samhälle är Schwaz, 19,4 km väster om Großer Galtenberg. 
Trakten runt Großer Galtenberg består i huvudsak av gräsmarker. Runt Großer Galtenberg är det ganska glesbefolkat, med 42 invånare per kvadratkilometer.